# Xie Yu
Xie Yu (en chino: 谢榆, 12 de junio de 2000) es un deportista chino que compite en tiro, en la modalidad de pistola.
Participó en los Juegos Olímpicos de París 2024, obteniendo una medalla de oro en la prueba de pistola 10 m. Ganó una medalla de oro en el Campeonato Mundial de Tiro de 2023, en la prueba de pistola 50 m.

## Palmarés internacional
| Juegos Olímpicos   | Juegos Olímpicos  | Juegos Olímpicos | Juegos Olímpicos |
| Año                | Lugar             | Medalla          | Prueba           |
| ------------------ | ----------------- | ---------------- | ---------------- |
| 2024               | París (Francia)   | Medalla de oro   | Pistola 10 m     |
| Campeonato Mundial |                   |                  |                  |
| Año                | Lugar             | Medalla          | Prueba           |
| 2023               | Bakú (Azerbaiyán) | Medalla de oro   | Pistola 50 m     |